# Andreas Steigmeier
Andreas Steigmeier (* 1962) ist ein Schweizer Historiker, Archivar und Unternehmer.
Steigmeier studierte an der Universität Freiburg (Schweiz) Neuere Geschichte, Zeitgeschichte und Journalistik und etablierte sich als freiberuflicher Historiker mit publizistischen Projekten. 1998 gründete er mit Bruno Meier den hier + jetzt, Verlag für Kultur und Geschichte. Er ist Stadtarchivar von Baden AG. 2003 gründete er mit Tobias Wildi die GmbH für Informationsmanagement und Archivdienstleistungen Docuteam.